# Шампейн (окръг, Илинойс)
Окръг Шампейн (на английски: Champaign County) е окръг в щата Илинойс, Съединени американски щати.
Площта му е 2585 km², а населението – 190 260 души. Административен център е град Ърбана.